# Condado de Harlan (Kentucky)
O Condado de Harlan é um dos 120 condados do estado americano de Kentucky. A sede do condado é Harlan, que é também a sua maior cidade. O condado tem uma área de 1212 km² (dos quais 2 km² estão cobertos por água), uma população de 33 202 habitantes, e uma densidade populacional de 27 hab/km² (segundo o censo nacional de 2000). O condado foi fundado em 1819 e recebeu o seu nome em homenagem a Silas Harlan (1753–1782), soldado na batalha de Blue Licks.